# Sheila Bromley
Sheila Bromley, nata Sheila LeGay (San Francisco, 31 ottobre 1911 – Los Angeles, 23 luglio 2003), è stata un'attrice statunitense.
Era talvolta accreditata come Sheila Manners, Sheila Mannors 
o Sheila Manors.

## Filmografia parziale

### Cinema
- Notte di bufera (The Storm), regia di William Wyler (1930) - non accreditata
- Papà Gambalunga (Daddy Long Legs), regia di Alfred Santell (1931)
- Ragazze per la città (Girls About Town), regia di George Cukor (1931) - non accreditata
- Working Girls, regia di Dorothy Arzner (1931) - non accreditata
- Lady with a Past, regia di Edward H. Griffith (1932) - non accreditata
- She Wanted a Millionaire, regia di John G. Blystone (1932) - non accreditata
- Un'ora d'amore (One Hour with You), regia di Ernst Lubitsch (1932) - non accreditata
- Cuore d'amanti (Lady and Gent), regia di Stephen Roberts (1932) - non accreditata
- I fratelli Marx al college (Horse Feathers), regia di Norman Z. McLeod (1932) - non accreditata
- Le tigri del Pacifico (Tiger Shark), regia di Howard Hawks (1932) - non accreditata
- Solo una notte (Only Yesterday), regia di John M. Stahl (1933) - non accreditata
- Scandalo (Glamour), regia di William Wyler (1934) - non accreditata
- La vedova allegra (The Merry Widow), regia di Ernst Lubitsch (1934) - non accreditata
- Verso il West! (Westward Ho), regia di Robert N. Bradbury (1935)
- Terra di fuorilegge (Lawless Range), regia di Robert N. Bradbury (1935)
- Born to Fight, regia di Charles Hutchison (1936)
- Amore in otto lezioni (Gold Diggers of 1937), regia di Lloyd Bacon (1936) - non accreditata
- Idol of the Crowds, regia di Arthur Lubin (1937)
- Artiglio di velluto (Missing Witnesses), regia di William Clemens (1937)
- Accidents Will Happen, regia di William Clemens (1938)
- Riformatorio (Reformatory), regia di Lewis D. Collins (1938)
- A Fugitive from Justice, regia di Terry O. Morse (1940)
- La casa della 92ª strada (The House on 92nd Street), regia di Henry Hathaway (1945) - non accreditata
- È nata una stella (A Star is Born), regia di George Cukor (1954) - non accreditata
- Quella che avrei dovuto sposare (There's Always Tomorrow), regia di Douglas Sirk (1956)
- I gangster del ring (World in My Corner), regia di Jesse Hibbs (1956)
- L'ovest selvaggio (A Day of Fury), regia di Harmon Jones (1956)
- Fiamme sulla grande foresta (Spoilers of the Forest), regia di Joseph Kane (1957)
- La scure di guerra del capo Sioux (The Lawless Eighties), regia di Joseph Kane (1957)
- Il pistolero Jessie James (Young Jesse James), regia di William F. Claxton (1960)
- Vincitori e vinti (Judgment at Nuremberg), regia di Stanley Kramer (1961) - non accreditata
- The Girls on the Beach, regia di William Witney (1965)
- Intrighi al Grand Hotel (Hotel), regia di Richard Quine (1967)
- Nightmare Circus, regia di Alan Rudolph (1973)

### Televisione
- Armstrong Circle Theatre – serie TV, 1 episodio (1951)
- Gianni e Pinotto (The Abbott and Costello Show) – serie TV, episodio 2x03 (1953)
- I Married Joan – serie TV, 5 episodi (1954-1955)
- Royal Playhouse (Fireside Theater) – serie TV, 5 episodi (1951-1955)
- The Whistler – serie TV, episodi 1x26-1x29 (1955)
- The 20th Century-Fox Hour – serie TV, episodio 2x15 (1957)
- Cavalcade of America – serie TV, 2 episodi (1954-1957)
- Lux Video Theatre – serie TV, 3 episodi (1954-1957)
- The Restless Gun – serie TV, episodio 1x27 (1958)
- Studio One – serie TV, 2 episodi (1958)
- Alfred Hitchcock presenta (Alfred Hitchcock Presents) – serie TV, 2 episodi (1956-1959)
- Rescue 8 – serie TV, episodio 2x14 (1959)
- Bourbon Street Beat – serie TV, episodio 1x23 (1960)
- Scacco matto (Checkmate) – serie TV, 2 episodi (1960-1961)
- 87ª squadra (87th Precinct) – serie TV, 2 episodi (1961-1962)
- Gli uomini della prateria (Rawhide) – serie TV, 5 episodi (1960-1963)
- Hawaiian Eye – serie TV, 2 episodi (1962-1963)
- Il dottor Kildare (Dr. Kildare) – serie TV, 2 episodi (1962-1963)
- Lassie – serie TV, 2 episodi (1959-1964)
- Slattery's People – serie TV, episodio 1x05 (1964)
- Perry Mason – serie TV, 5 episodi (1959-1965)
- Hank – serie TV, 6 episodi (1965-1966)
- Il tempo della nostra vita (Days of Our Lives) – soap opera, 8 puntate (1967)
- Adam-12 – serie TV, 3 episodi (1970-1975)